# Shelter (productiehuis)
Shelter was een Vlaams productiehuis. Het werd opgericht in 2009 door Tim Van Aelst, Tom Baetens en Bart Cannaerts. Het bedrijf werd geleid door Tim Van Aelst. Tom Baetens verliet Shelter in 2013. Bart Cannaerts verliet Shelter in 2014 voor Woestijnvis, waar hij in datzelfde jaar naar Panenka ging.
Shelter produceerde humoristische programma's die werden uitgezonden op de commerciële zenders VTM en 2BE. Wat als?, Benidorm Bastards en Safety First zijn de bekendste producties. Met meerdere programma's won het productiehuis reeds internationale prijzen. In 2022  trok Tim Van Aelst de stekker eruit, Shelter hield op met bestaan.

## Producties
| Naam                            | Zender      | Jaar       | Opmerkingen                              |
| ------------------------------- | ----------- | ---------- | ---------------------------------------- |
| M!LF                            | 2BE         | 2009-2010  | Seizoen 2                                |
| Benidorm Bastards (België)      | 2BE VTM     | 2009-2010  |                                          |
| Benidorm Bastards (Nederland)   | RTL 4       | 2010, 2013 | Nederlandse versie van Benidorm Bastards |
| Wat als? (Vlaanderen)           | 2BE VTM     | 2011-2019  |                                          |
| Wat als? (Nederland)            | RTL 4       | 2012       | Nederlandse versie van Wat als?          |
| Betty White's Off Their Rockers | VTM         | 2012-2017  | Amerikaanse versie van Benidorm Bastards |
| Helden van het Internet         | 2BE         | 2012       |                                          |
| Safety First                    | VTM         | 2013-2015  |                                          |
| Hoe zal ik het zeggen?          | VTM         | 2017-heden |                                          |
| Studio Tarara                   | VTM         | 2019       | Eerste dramareeks                        |
| Da's liefde                     | VTM         | 2021       |                                          |
| Billie vs Benjamin              | Streamz VTM | 2022       |                                          |

## Prijzen en nominaties
- 2010 - Benidorm Bastards, winnaar van de Gouden Roos in de categorie Comedy en van de overkoepelende Gouden Roos voor het beste programma van 2010[5]
- 2011 - Benidorm Bastards, winnaar van de International Emmy Award voor Best Comedy[6]
- 2012 - Wat als?, genomimeerd voor de Gouden Roos in de categorie Comedy[7]
- 2013 - Wat als?, winnaar van de Gold Award op het Word Media Festival in Hamburg in de categorie International Comedy[8]
- 2013 - Wat als?, winnaar van de Gouden Roos in de categorie Comedy[9]
- 2013 - Wat als?, winnaar van de prijs voor Beste Sketchshow op de Comedy Awards in Montreux[10]
- 2014 - Wat als?, winnaar van de International Emmy Award in de categorie Best Comedy[11]
- 2018 - Hoe zal ik het zeggen?, winnaar van de Gold Award op het World Media Festival in Hamburg in de categorie Entertainment: Comedy[12]
- 2018 - Hoe zal ik het zeggen?, winnaar van de International Emmy Award in de categorie Non-Scripted Entertainment[13]